# Dragon 2
A Dragon 2 űrhajóosztály az amerikai SpaceX magáncég által fejlesztett és épített, többször felhasználható űrjármű, ami első sorban a Nemzetközi Űrállomás (ISS) kiszolgálására épült. A Dragon teherűrhajó utóda, az alapján épült személyszállító és teherűrhajó.
Az űrhajó meghajtásáról Falcon 9 Block 5 rakéta gondoskodik, az űrhajó visszatérése valamelyik óceán felületére történik. Elődjétől eltérően képes saját magát dokkolni az ISS-hez.
Két változata a személyzetes Dragon (Crew Dragon), ami hét űrhajóst képes szállítani; és a teherszállító Dragon (Cargo Dragon), ami az előző Dragon továbbfejlesztett változata. Mindkét változatnak az előző Dragonhoz képest új repülésvezérlő  számítógépe és avionikája van.
A teherszállító Dragon első repülésére 2020. december 6-án került sor. A személyszállító változat első tesztrepülése 2019. március 2-án történt; a hétszemélyes utastérben élő űrhajósok helyett csak egy szenzorokkal felszerelt életnagyságú bábu utazott. Az első sikeres, emberes repülésre 2020. május 30-án került sor. Ezen Robert L. Behnken és Douglas G. Hurley vett részt.

## Története
A személyzetes Dragont úgy tervezték, hogy az ISS-hez tipikusan 180 napig kapcsolódik (esetleg 210 napig, ami az orosz rakéták indítási beosztásához jobban igazodik). Képes az automatikus dokkolásra, de az automatika kikapcsolható és helyette használható a NASA Docking System (NDS) is.
A Dragon 2 részben újrafelhasználható részegységekből áll, ez hozzájárul az üzemeltetési költségek csökkentéséhez.

## Változatok

### Crew Dragon
A SpaceX eredeti elképzelése az volt, hogy az űrhajó a visszatéréskor szárazföldre fog leszállni, LES hajtóművet és ejtőernyőket használva, és a vízre való leszállás csak vészforgatókönyvként szerepelt. Később a szárazföldre való leszállást elvetették (talán mert ez plusz üzemanyag felhasználást, és egyúttal nagyobb súllyal való leszállást jelentett volna).

### Cargo Dragon
Az eredeti elképzelések szerint a Dragon 2 hét űrhajóst szállított volna, vagy kevesebb űrhajóst, és helyettük terhet vitt volna fel az űrbe. Később a két változat kidolgozását szétválasztották.
A teherszállító Dragon 6000 kilogramm terhet képes felvinni az űrbe.

## Repülések
| Küldetés neve                | Típus        | Űrhajó száma     | Indítás dátuma       | Megjegyzés |
| ---------------------------- | ------------ | ---------------- | -------------------- | --- |
| Dragon2 Pad Abort Test       | Cargo Dragon | C201             | 2015. május 6.       | Az űrhajó személyszállító változatának első mentőrakéta tesztje. |
| SpaceX Demo–1                | Crew Dragon  | C204             | 2019. március 2.     | Az űrhajó személyszállító változatának tesztrepülése a Nemzetközi Űrállomáshoz. |
| Dragon2 In-Flight Abort Test | Crew Dragon  | C205             | 2020. január 19.     | Az űrhajó személyszállító változatának repülés közbeni mentőrakéta tesztje. Szuborbitális repülés.                                                                                      |
| SpaceX Demo–2                | Crew Dragon  | C206.1 Endeavour | 2020. május 30.      | A SpaceX első emberes repülése a Nemzetközi Űrállomáshoz. |
| SpaceX Crew–1                | Crew Dragon  | C207 Resilience  | 2020. november 16.   | Az első emberes küldetés a Nemzetközi Űrállomáshoz. |
| SpaceX CRS–21                | Cargo Dragon | C208             | 2020. december 6.    | Az első CRS-2 utánpótlás küldetése a Nemzetközi Űrállomáshoz. |
| SpaceX Crew–2                | Crew Dragon  | C206.2 Endeavour | 2021. április 23.    | A második emberes küldetés a Nemzetközi Űrállomáshoz. |
| SpaceX CRS-22                | Cargo Dragon | C209             | 2021. június 3.      | A második Dragon 2 utánpótlás a Nemzetközi Űrállomáshoz. A fedélzetén volt két darab iROSA kitekerhető napelemtábla és az amerikai RamSat, valamint a brit SOAR nanoműholdak (CubeSat). |
| Inspiration4                 | Crew Dragon  | C207 Resilience  | 2021. szeptember 16. | Az első teljesen privát űrrepülés |
| SpaceX Crew–3                | Crew Dragon  | C210 Endurance   | 2021. november 11.   | A harmadik emberes küldetés a Nemzetközi Űrállomáshoz. |
| Axiom Mission 1              | Crew Dragon  | C206 Endeavour   | 2022. április 8.     | Az Axiom Space első privát küldetése a Nemzetközi Űrállomáshoz. |
| SpaceX Crew–4                | Crew Dragon  | C212 Freedom     | 2022. április 27.    | A negyedik emberes küldetés a Nemzetközi Űrállomáshoz. |
| SpaceX Crew–5                | Crew Dragon  | C210 Endurance   | 2022. október 5.     | Az ötödik emberes küldetés a Nemzetközi Űrállomáshoz. |
| SpaceX Crew–6                | Crew Dragon  | C206 Endeavour   | 2023. március 2.     | A hatodik emberes küldetés a Nemzetközi Űrállomáshoz. |
| Axiom Mission 2              | Crew Dragon  | C212 Freedom     | 2023. május 21.      | Az Axiom Space második privát küldetése a Nemzetközi Űrállomáshoz. |
| SpaceX Crew–7                | Crew Dragon  | C210 Endurance   | 2023. augusztus 26.  | A hetedik emberes küldetés a Nemzetközi Űrállomáshoz. |
| Axiom Mission 3              | Crew Dragon  | C212 Freedom     | 2024. január 18.     | Az Axiom Space harmadik privát küldetése a Nemzetközi Űrállomáshoz. |
| SpaceX Crew–8                | Crew Dragon  | C206 Endeavour   | 2024. március 4.     | A nyolcadik emberes küldetés a Nemzetközi Űrállomáshoz. |
| Polaris Dawn                 | Crew Dragon  | C207 Resilience  | 2024. szeptember 10. | Az első teljesen privát űrrepülés űrsétával. |
| SpaceX Crew–9                | Crew Dragon  | C212 Freedom     | 2024. szeptember 28. | A kilencedik emberes küldetés a Nemzetközi Űrállomáshoz. |
| SpaceX Crew–10               | Crew Dragon  | C210 Endurance   | 2025. március 14.    | A tizedik emberes küldetés a Nemzetközi Űrállomáshoz. |
| Fram2                        | Crew Dragon  | C207 Resilience  | 2025. április 1.     | A |
| Axiom Mission 4              | Crew Dragon  | C213 Grace       | 2025. június 25.     | Az Axiom Space negyedik privát küldetése a Nemzetközi Űrállomáshoz. |
| Tervezett küldetések         |              |                  |                      | |
| SpaceX CRS-2 (23-26)         |              |                  | 2021-2024            | További CRS utánpótlás küldetések. Commercial Resupply Services 2 (CRS-2)szerződés keretében.                                                                                           |